# Rôti de porc

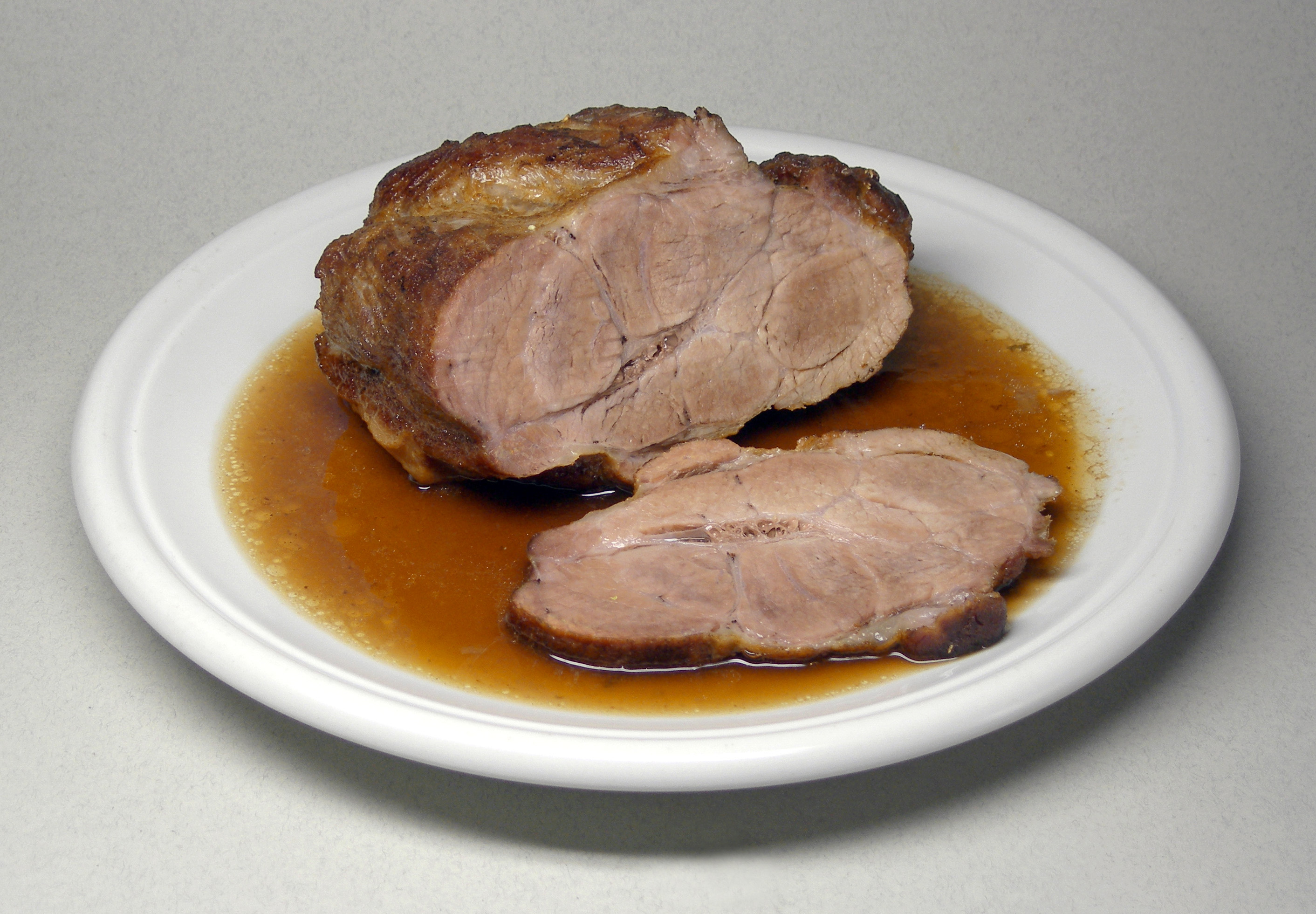
Rôti de porc.

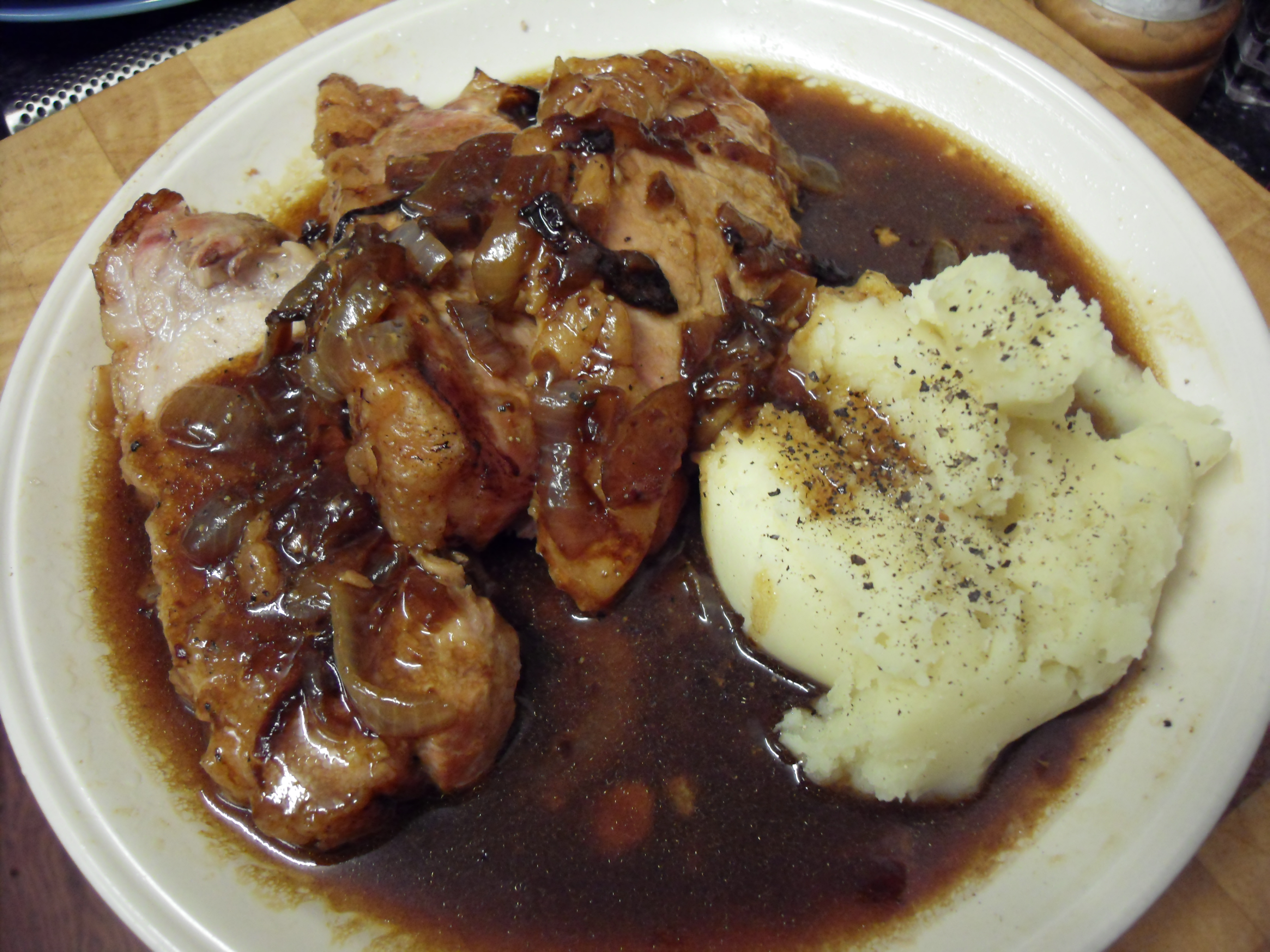
Rôti de longe de porc accompagné de purée de pommes de terre.

Le rôti de porc est un plat principal à base de porc braisé. Il est généralement accompagné de pommes de terre et d'autres légumes qui ont été cuits au four dans le jus de la viande.

## Préparation
Le rôti de porc est généralement ficelé avant cuisson afin de maintenir une forme qui assure une cuisson régulière. Le porc est cuit au four jusqu'à ce que la couenne devienne croustillante. Le porc est généralement braisé avec des carottes, du céleri, des racines de persil et des oignons et assaisonné avec du cumin, de la coriandre, de l'ail et de la marjolaine.

## Variantes régionales

### Bavière
Le rôti de porc est l'un des plats gastronomique traditionnels de la cuisine bavaroise. Le rôti de porc de Bavière est typiquement servi avec une sauce de bière foncée. Lorsque servi chaud, il est généralement accompagné de chou rouge, de choucroute ou de salade de chou et de pain. Lorsqu'il est servi froid, il est accompagné de pommes de terre avec du raifort fraîchement râpé et du pain.

### Québec
Le rôti de porc (ou roast pork, en anglais) est un plat principal de la cuisine québécoise. Il est normalement accompagné de patates jaunes (c'est-à-dire rôties dans le jus du rôti) et d'autres légumes qui ont été cuits au four dans le jus de la viande. Il est apparu au Québec aux alentours de 1634, alors que le premier porc reproducteur y fut importé.